# Орангутани
Орангутаните (Pongo) са род човекоподобни маймуни, едни от близките родственици на човека. Името им произлиза от малайски език Orang Hutan, което означава „горски човек“ (orang – човек, hutan – гора).
Орангутаните са единственият съвременен род в подсемейството Ponginae. В рода се включват три вида: Pongo abelii, Pongo pygmaeus и Pongo tapanuliensis. Към измрелите представители на рода се отнасят гигантопитекът (Gigantopithecus) и сивапитекът (Sivapithecus).
Орангутаните се намират под заплаха за изчезване и са включени в Червената книга.

## Строеж на тялото и външен вид
Орангутаните са едри животни. Ръстът на самците може да достигне 1,75 м, а теглото – 120 кг. Самките са значително по-малки: височина до 1,30 м и тегло до 45 кг. Телосложението е масивно, със силно развита мускулатура. Задните крайници са къси, дъговидно огънати, предните – силни и много дълги. Имат рядка червеникаво-кафява козина с дълги косми на рамената. Интересно е, че големите пръсти на краката могат да се обръщат и противопоставят на останалите. Могат да хващат предмети добре и с ръцете, и с краката си. Най-големите мъжки имат размах на ръцете около 2,3 м.
Главата е едра, с широко лице, високо чело и изпъкнала муцуна.

## Жизнен цикъл
Мъжките индивиди достигат полова зрялост на 14 – 15 години, а женските – на 8 – 12 годишна възраст. Бременността трае около 8,5 месеца. Обикновено е едноплодова, но понякога се раждат и близначета. Новородените тежат от 1,5 до 2 кг. Майката ги кърми до 3 – 4 годишна възраст. Малките живеят с нея до 6-8-ата година. Такова необичайно дълго детство се обяснява с начина на живот на орангутаните: след напускането на майката другите маймуни остават в семейството или в стадото, докато орангутаните живеят самостоятелно и трябва да са добре подготвени. Продължителността на живота им е около 30 години, но в зоопарковете са регистрирани случаи на значително по-дълъг живот.

## Поведение
Ареалът на орангутаните са дъждовните гори на островите Борнео и Суматра. Практически целия си живот прекарват на дърветата, по които се придвижват с помощта на много дългите си ръце. Орангутаните дотолкова са се приспособили към живота по дърветата, че даже пият вода от листата при дъжд и роса. В редките случаи, когато слизат на земята, се придвижват на четири крайника. За през нощта си строят гнездо за спане, което всеки път е ново.
Орангутаните са самотници, само малките се държат при майките си и много рядко се срещат групи от две самки. Женските се отнасят спокойно към срещи с други орангутани. Мъжките остават на своя територия и не обичат „натрапници“. При среща отначало правят демонстрация на сила: силно ръмжене, чупене на клони и др. Ако никой не отстъпи, може да се стигне и до бой, който обикновено завършва с избягването на единия от участниците. Като правило характерът на орангутаните е мирен.

## Изчезващ вид
Орангутаните се намират под заплаха за изчезване от дивата природа, основната причина за която е унищожаването на местата им за обитаване. Въпреки създаването на национални паркове, изсичането на горите продължава нелегално. Друга сериозна заплаха е бракониерският лов на малки орангутанчета за нелегална търговия. Това обикновено води до убийството на майката, понеже тя не дава своето дете.
Статусът на суматранския орангутан е „критически“ тъй като за местните племена орангутанът е деликатес. Статусът на борнейския – „в опасност“.